# Ali ibn Musa
Abu ul-Hasan ibn Musa ibn Yá'far, conocido como Alí ibn Musa ar-Rida (en árabe: علي بن موسى الرضا‎) o simplemente Alí ar-Rida (en persa Ali Reza) o Imán Reza (Medina, hacia 765 o 770 – Tus, 23 de agosto de 818), fue el octavo imán de los chiíes duodecimanos. Era el hijo de Musa ibn Ya'far y Naymah Jatun y descendiente de Mahoma, el Profeta del Islam. Era conocido como el título "Al-Rida" y su apodo era Abu al-hassan. Debido a la similitud de su apodo (Abul Hassan) con su padre, se le llama "Abul Hassan al-Thani"(el segundo Abul Hassan).
La vida de Ali ibn Musa al-Rida coincidió con el gobierno abasí, quienes enfrentaban muchos problemas, incluidos guerras civiles y varias revueltas contra el gobierno. Su Imamato era contemporáneo de tres califas abasíes, incluidos Harún al-Rashid, Amin y Ma'mun. Durante la época de Harún y Amin, a menudo debatía con otras religiones sobre las creencias islámicas y la promoción del chiismo. El gobierno no lo enfrentaba durante este período.
Después de la victoria de Ma'mun Abbasi en la guerra con su hermano Amin en 198 DH, Ma'mun enfrentó la expansión de los levantamientos chiitas. Para derrotar las revueltas decidió dar un puesto en el gobierno a Ali ibn Musa al-Rida y por ello lo nombró como su sucesor. Aunque Ali ibn Musa se negaba a aceptar el puesto, Ma'mun lo convocó a Merv, la capital, en el año 200 DH y lo obligó a aceptarlo en 201 DH.
Después de este nombramiento, los abasíes presentes en Bagdad, que se consideraban los oponentes de Ma'mun, se preocuparon por las acciones de Ma'mun y finalmente lo sacaron del califato y eligieron a su tío, Ibrahim ibn Mahdi, como califa. Para defenderse, Ma'mun partió hacia Bagdad con Ali ibn Musa. Cuando la caravana de Ma'mun llegó a Sarajs, su ministro Fadl ibn Sahl fue asesinado por unos militantes, y dos días después, cuando llegaron a Tus, Ali ibn Musa enfermó y murió.
Algunas fuentes, han considerado la muerte del ministro y sucesor de Ma'mun en un corto tiempo, como una señal de la conspiración de Ma'mun. Según fuentes Imamíes y algunas fuentes sunitas, la muerte de Ali ibn Musa fue envenenamiento por Ma'mun. Finalmente, Ali ibn Musa fue enterrado en uno de los pueblos de Tus llamado Sanabad. Más tarde, su tumba se convirtió en un santuario y surgió una ciudad circundante llamada Mashhad (el lugar del martirio).

## La familia
Musa ibn Ya'far, titulado al-Kazim, el séptimo Imam de los Imamies, era el padre de Ali ibn Musa al-Rida. Musa era del clan de Banu Háshim y de la tribu de Quraysh. Banu Hashim era una familia prominente y destacada en La Meca.
Musa al-Kazim, nació en 128 DH, en Abwa, una región entre La Meca y Medina. Su Imamato estaba simultáneamente con los califas abasíes, al-Mansur, al-Hadi, al-Mahdi y Harún. Musa Kazim fue encarcelado varias veces por orden de Harún, y finalmente fue asesinado en la prisión de Sendi bin Shahik en Bagdad por orden del califa.
Los historiadores han atribuido varios nombres a la madre de Ali ibn Musa; Incluyendo: Sakan, Naymah, Samman, Saqr, Salamah, Shahdah, Jayzoran, Arwa y Tuctam. Pero el más famoso nombre de ella fue Tuctam. Después del nacimiento de Ali ibn Musa, fue llamado también Tahirah y Umm al-Banin. Según la Enciclopedia del Mundo Islámico, la razón de la multiplicidad de sus nombres puede deberse a que las esclavas tenían varios nombres por variedad de sus dueños.
Según una narración, la madre de Musa Kazim, Humaydah, una mujer no árabe, compró una esclava que nació y creció en el territorio árabe. Después de que Humaydah probó a la esclava y se dio cuenta de que era superior en religión y sabiduría, la eligió como esposa de su hijo Musa ibn Ya'far.
Debido a que uno de sus títulos fue "Jayzoran marsiyyah", algunos han especulado que era de Marsella, en el sur de Francia. Otro grupo ha adivinado que puede ser de Murcia, la ciudad española, o una ciudad portuaria en Argelia. Pero la enciclopedia del mundo islámico ha considerado el adjetivo Marsiyya por su atribución a la región de Marsi en Egipto.

## Las esposas y los hijos
Según fuentes históricas, Ali ibn Musa al-Rida tenía una esposa en Medina cuyo nombre no está claro. Durrah, la madre de Mohammad Taqi, era criada y tenía otros nombres, como Jayzoran. Su otra esposa era Umm Habibah, hermana de Ma'mun Abbasi, con la que se casó después de ser nombrado como su sucesor.
Hay un desacuerdo en el número y nombres de los hijos de Ali ibn Musa; Según algunas fuentes tenía seis hijos (cinco hijos y una hija) llamados Muhammad, Hassan, Ya'far, Ibrahim, Hussain y Fatima. Pero Ibn Hazm nombró sólo tres hijos para él: Ali, Muhammad y Hussain.
Uno de los temas mencionados en las fuentes sobre la vida de Ali ibn Musa al-Rida fue la negación de la relación entre Ali ibn Musa al-Rida y su hijo Muhammad al-Taqi. El origen de este problema fue el intervalo de 30 años entre el matrimonio de Ali ibn Musa y el nacimiento de Muhammad Taqi. El problema hizo que algunos dudaran del su Imamato; Porque creían que el Imam debería tener un hijo. Otro motivo de esta negación fue la diferencia de color de piel entre el padre y su hijo.

## Los nombres y los títulos
Su nombre era "Alí" y Su padre le puso la kunya "Abu al-Hasan". Debido a la similitud de su kunya (Abu al-Hassan) con su padre y su nieto, Musa Kazim y Ali al-Naqi, en las fuentes chiitas, se le llama "Abul Hassan Thani" (el segundo Abul Hassan). Las kunyas especiales estaban "Abu Ali" y "Abu Muhammad". Algunos de los títulos mencionados para él son: Sabir, Fadil, Radí, Zakí, Walí, Wafí, Siddiq, Sirayullah.
Según una narración, Musa Kazim solía guiar a sus hijos a Ali ibn Musa en asuntos científicos y jurisprudenciales y decía: “Tu hermano Ali ibn Musa, es el sabio de la familia de Muhammad; Hágale sus preguntas e incógnitas... Escuché a mi padre Ya'far Sadiq varias veces decir: "El sabio de la familia de Muhammad será tu hijo y desearía pudiera verlo. Por lo tanto, uno de los títulos de Ali ibn Musa es "el sabio de la familia de Muhammad".
Según el historiador chiita Baqir Sharif Qarashi, el título más famoso de Ali ibn Musa es "al-Rida" (complacido). Los chiitas creen que Dios le ha puesto el título de Rida; Porque Dios, el Profeta y los imanes chiitas, sus amigos y enemigos estaban complacidos con él.
Según Wilfried Madelung, después de que Ali ibn Musa aceptó ser sucesor del califa, Ma'mun le dio el título "Rida". En las fuentes historiográficas islámicas, como la historia de Tabari e Ibn Kazir e Ibn Azir Yazari han confirmado que Ma'mun le dio el título.
En la Enciclopedia del Islam, sobre el título de "Rida" Bayhom-Daou dice que unos meses después de convocar a Ali ibn Musa a Merv, Ma'mun dio un paso importante al nombrar a Ali ibn Musa como sucesor del califa y le dio el título "Al-Rida". El título que significa "miembro aceptable de la familia de Mahoma" fue utilizado por los revolucionarios chiitas anti-omeyas, y luego utilizado por los alauitas chiitas contra los abasíes para devolver el califato a los miembros de la dinastía hachemita, específicamente a los alauitas. En el documento de sucesión del califa, Ma'mun enfatizó que Ali ibn Musa había sido elegido como el candidato más digno entre los alauitas y abasíes. Bayhom-Daou concluye que Ma'mun nombró a Ali ibn Musa como su sucesor porque quería expresar su decisión como un apoyo a los principios básicos del movimiento hachemita; Y reconocer implícitamente que los abasíes se equivocaron al asignarse el califato a sí mismos y privar a los alauitas de él.
Bazanti informó que Muhammad ibn Ali, el hijo de Ali ibn Musa, dijo en respuesta a su pregunta sobre el título: "Mienten y traicionan, pero Dios le ha puesto el título de al-Rida". Sayyid Ya'far Mortada Ameli, un historiador chiita, opina que Ma'mun usó el título "Rida" para Ali ibn Musa, pero al mismo tiempo dice que Ma'mun tomó el título de la carta de Fadl ibn Sahl a Ali ibn Musa para invitarlo a Marv en la que Ali ibn Musa fue llamado "Rida" por Fadl ibn Sahl.

## La vida de Ali ibn Musa

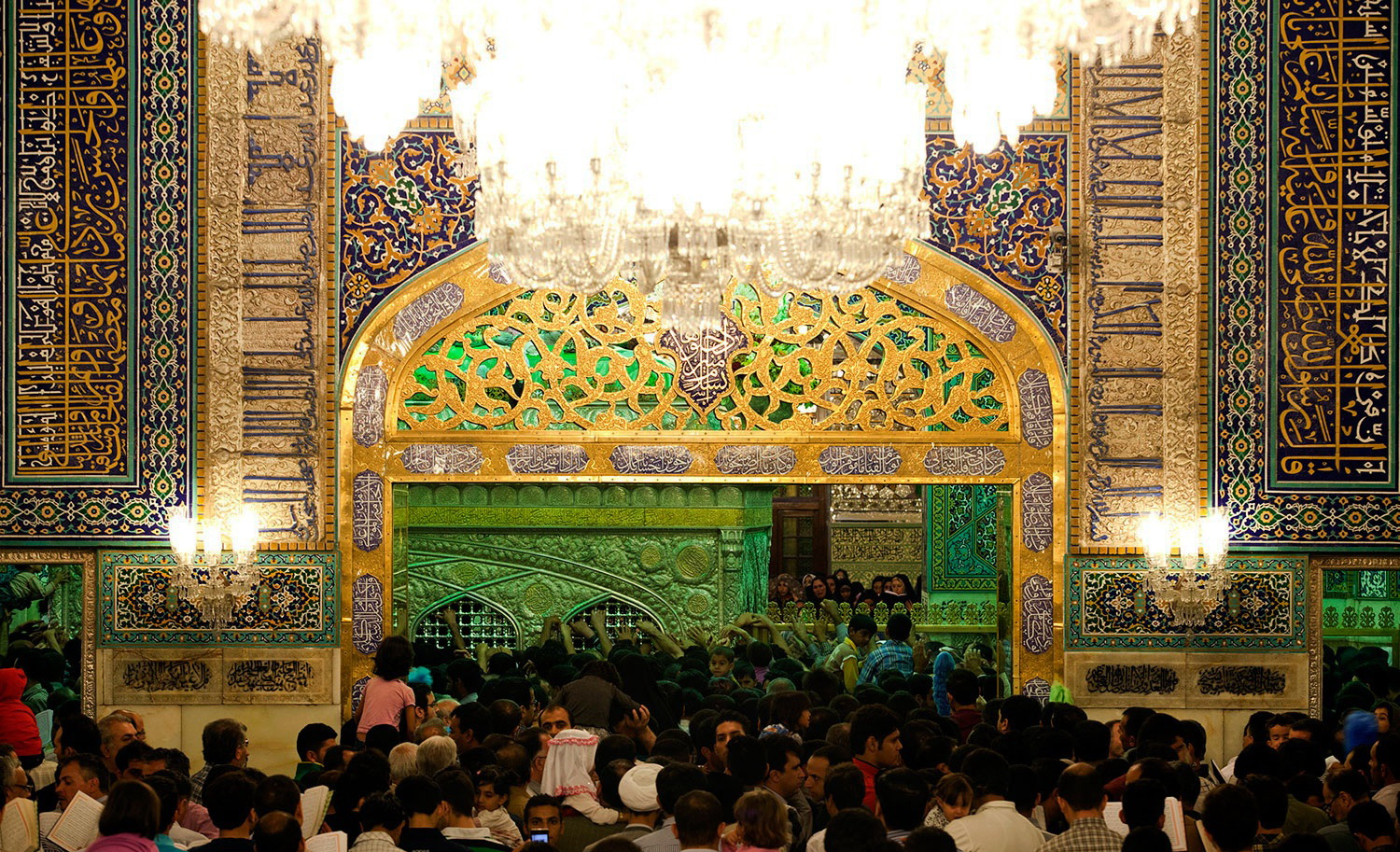
Interior de la Mezquita del Imam Reza en Mashhad

### Nacimiento e infancia
Según la enciclopedia del mundo islámico, la famosa narración sobre el día y el año del nacimiento de Ali ibn Musa es el jueves 11 de Dhu ul-Qádah del año 148 DH en Medina. Los otros días que se consideran como la fecha de su nacimiento son 15 Dhu ul-Qádah, 11 Rabi' al-Awwal o Dhu ul-Híyyah, y el sexto, séptimo u octavo de Shawwal.
Según Madelung en Iranica, los años 148 DH / 765 DC, 151 DH / 768 DC, 153 DH / 770 DC y 159 DH / 776 DC y Medina se mencionan para el año y lugar de nacimiento de Ali ibn Musa. La primera fecha es menos válida y probablemente se deba a la predicción de su abuelo, Yafar al-Sadiq -fallecido en el mismo año- de que el nacimiento del sucesor de su hijo, Musa, es inminente. Según Madelung, Ali ibn Musa murió a la edad de 44 años: por lo tanto, su año de nacimiento fue el 159 DH. En la segunda edición de la Enciclopedia del Islam, Bernard Lewis prefiere el año 151 DH y considera Medina como su lugar de nacimiento. En la tercera edición de la Enciclopedia del Islam, según fuentes chiitas, Bayhom-Daou informa los años 148 DH/765 DC y 153 DH/770 DC, como posibles fechas de su nacimiento.
Según Sayyid Ya'far Mortada Ameli la mayoría de los historiadores y narradores como Mufid en Al-Irshad, Kulayni en al-Kafi, Saduq en Ilal Al-Sharaei, Mas'udi en Muruy Al-Zahab y muchos otros han considerado el año 148 DH como el año del nacimiento de Ali ibn Musa, coincidiendo con el 29 de diciembre de 765 DC. en la ciudad de Medina. Por supuesto, los eruditos como Erbeli en Kashf al-Ghummah, Ibn Shahr Ashub en Manaqib y Saduq en Uyun Ajbar al-Rida, han considerado su nacimiento en 153 DH y algunos en 151 DH; Pero la primera fecha es más válida que las otras, y las dos últimas no son famosas.

### Vida científica y política
Según Bayhom-Daou todas las fuentes parecen estar de acuerdo en que Ali ibn Musa era políticamente silencioso e interesado en la educación religiosa. Según Bernard Lewis, Ali ibn Musa no tenía ningún papel político en gran parte de su vida, pero fue conocido por su conocimiento y piedad.

#### La época deHarún
Ali ibn Musa al-Rida acompañó a su padre hasta el 179 DH cuando, Musa ibn Ya'far, vivía en Medina. Después de la captura y transferencia de Musa al-Kazim a Irak por orden de Harún, se le entregaron las propiedades de su padre y aplicaba sus órdenes, y manejaba los asuntos de los chiitas.
Con la muerte de Musa al-Kazim en la prisión de Bagdad en el mes Rayab de 183 DH, de acuerdo con testamento de al-Kazim, su hijo Ali ibn Musa lo heredó y pasó los primeros diez años de su Imamato, del 183 al 193 DH, en la época de Harún. Según Madelung, entre los hermanos, solo Ali ibn Musa heredó la tierra de Siria, que era una de las tierras cerca de Medina y había sido construido por Musa Kazim. Ali ibn Musa vivió en Siria durante la época de Harún.
Durante este período, Ali ibn Musa se encargaba los deberes de su padre, y bajo el testamento de Musa Kazim, la custodia de sus hijos, esposas y bienes eran confiados a Ali ibn Musa, y otros hijos de Musa Kazim ya no tenían derecho a poseer nada. Tras el asesinato de Musa Kazim, Abbas, el hermano de Rida, protestó enérgicamente contra el testamento. En los mismos días, Ali ibn Musa hacía todo lo posible para no despertar la sensibilidad del gobierno y no creía en la rebelión contra el califato. Esta política llevó a Ali ibn Musa a rechazar la solicitud de unirse al levantamiento de Muhammad ibn Sulayman al-Alawi y su tío, Muhammad ibn Ya'far. Sin embargo, todas sus actividades fueron controladas por el gobierno y se le entregaron sus informes a Harún.
Después de que el tío de Ali ibn Musa, Muhammad ibn Ya'far, anunciara el levantamiento, Harún envió un ejército a Medina y ordenó la represión del levantamiento y el asesinato de Muhammad ibn Ya'far. Harún ordenó a Isa Yaludi, el comandante del ejército, que atacara las casas de los alauitas y saqueara las propiedades, las ropas y las joyas de las mujeres, sin dejarles ni una sola prenda para vestirse. Según Sheij Saduq, el narrador chiita, cuando los soldados querían saquear la casa de Ali ibn Musa al-Rida, ordenó a todas las mujeres que se reunieran en una habitación, y él mismo se paró frente a la puerta de la habitación e impidió que los soldados entraran y juró que les entregaría los bienes de la casa y las joyas de las mujeres. El comandante del ejército, Yaludi, aceptó el dicho de Ali ibn Musa e impidió a sus soldados entrar en la casa. Uno de los desafíos a que se enfrentaba Ali ibn Musa durante este período con los chiitas era la demora en tener hijos, pero el problema se resolvió con el nacimiento de Muhammad Taqi, apodado al-Yawad.

#### La época deal-Amín
El período de cinco años del califato de Amin pasó a la guerra entre Amin y Ma'mun. Ali ibn Musa al-Rida se retiraba del conflicto. Este período trajo una relativa calma a las actividades de Ali ibn Musa al-Rida, y tuvo la oportunidad de difundir sus enseñanzas. Muchos de sus hermanos y su tío, Muhammad ibn Ya'far, participaron en los levantamientos alauitas y levantamientos en Irak y la península arábiga después de la muerte de Amin, pero Ali ibn Musa se negó a participar en los levantamientos.
Según Rafi'i en Al-Tadwin, Ali ibn Musa realizó un viaje a Qazvin que tuvo lugar después de la muerte de Harún y durante la época de Ma'mun. Hay especulaciones de que la fecha del viaje coincidió con la muerte de Harún en 193 DH. Según el informe, durante el viaje, uno de los hijos de Ali ibn Musa, llamado Hussein, que era un niño de dos años, murió en Qazvin y fue enterrado allí.
Según Madelung, no hay evidencia creíble de que Ali ibn Musa al-Rida haya realizado un largo viaje a fuera de Medina antes de viajar a Jorasan. Sin embargo, los informes chiitas indican que tuvo encuentros milagrosos en reuniones de sus seguidores en Basora y Kufa después de la muerte de su padre.

#### La época deMa'mun
Con la muerte de Amin y la llegada al poder de Ma'mun, el califa enfrentó muchas crisis. El vacío del tesoro de Bagdad y la falta de sueldos de los militantes provocaron varios pequeños levantamientos al comienzo de la gobierno y finalmente, parte de las tropas se separaron de los abasíes y se dirigieron a Kufa y con la ayuda de los alauitas, de repente comenzaron un gran levantamiento en Kufa.
También se produjeron numerosos movimientos antigubernamentales en otras regiones, lo que provocó disturbios en las zonas bajo el gobierno de Ma'mun. La extensión de los levantamientos y revueltas aterrorizó a Ma'mun y lo obligó a reprimirlos con todas sus fuerzas.
Según Bayhom-Daou en la Enciclopedia del Islam, la única participación política de Ali ibn Musa antes de aceptar la posición del sucesor del califa fue las negociaciones entre el gobierno abasí y su tío Muhammad ibn Ya'far, quien proclamó su mismo como califa en La Meca en 200 DH/ 815 DC, cuando se le pidió a Ali ibn Musa que tratara de persuadir a su tío para rendirse, pero Yafarian, el historiador chiita, dudó de la veracidad del informe.

#### La decisión de Ma'mun para determinar su sucesor
Según Donaldson, Ali ibn Musa tenía veinte o veinticinco años cuando se convirtió en Imám después de su padre. Dieciocho años después, Ma'mun decidió ganarse el apoyo de varios grupos chiitas nombrándolo como su sucesor. Según Yafar Mortada Ameli, el historiador chiita, Ma'mun y sus asesores, para apaciguar a los alauitas en Jorasan y otras tierras islámicas, pensaron en nombrar a un alauita para el puesto del sucesor del califa. Entre ellos, Ali ibn Musa al-Rida fue la mejor opción en términos de prestigio y de no participar en los levantamientos contra el gobierno.
Otro objetivo de Ma'mun para convocar a Ali ibn Musa a Merv era santificar su gobierno; Porque la gente, incluso los no chiitas, lo consideraban como un santo y así fortaleció la santidad y el sentido de obediencia al gobierno, especialmente entre los alauitas.
Sayyed Mohammad Hadi Milani, el erudito chiita, cree que Ma'mun, dada la peligrosa situación en las primeras etapas de su califato, concluyó que fingir ser chiita era la mejor manera de sobrevivir por lo que propuso el califato a Ali ibn Musa al-Rida, sabiendo que este lo rechazaría. De esta forma trataba de eliminar el peligro de los alauitas que amenazaban al gobierno.
Según Mohammad Mortazavi, el erudito chiita, Ma'mun creía que la aceptación del puesto de sucesor del califa por Ali ibn Musa era la mejor razón para la legitimidad del gobierno Según Mohammad Hussein Tabatabai, otro erudito chiita, Ma'mun invitó a Ali ibn Musa a Jorasan y lo nombró su sucesor por dos razones: la primera era evitar su rebelión contra el gobierno interfiriéndolo en el gobierno y la segunda era involucrar al líder de los chiitas en asuntos mundanos y gubernamentales, para reducir su santidad y prestigio entre sus seguidores.

#### El viaje aMerv
En el año 200 DH, Ma'mun escribió una invitación a Ali ibn Musa al-Rida para que fuera a Merv y envió a Raya 'ibn Abi Dahhak, el tío de Fadl ibn Sahl y a un esclavo llamado Fernas o Yasir para acompañarlo en el viaje. Por otro lado, Sheij Saduq, el narrador chiita, informa que Ma'mun, en numerosas correspondencias, le pidió a Ali ibn Musa viajar a Merv, y Ali ibn Musa rechazó la solicitud con varias excusas y razones, lo que llevó a Ma'mun a llevar a Ali ibn Musa a Merv con fuerza.
Abolfaray Isfahani y Sheij Mofid creen que Issa Yaludi acompañó a Ali ibn Musa hasta Merv, pero esta teoría es incorrecta; Porque en el mismo año, Issa Yaludi reprimió el levantamiento de Muhammad ibn Ya'far en La Meca y lo llevó con Ali ibn Musa a Irak y lo entregó a Raya 'ibn Abi Dahhak y Raya los llevó a ambos a Jorasan. El viaje comenzó el 15 de Muharram y duró hasta el 29 de Yumada al-Thani.
Antes de viajar a Merv, Ali ibn Musa al-Rida, además de expresar su descontento con el viaje y despedirse con lágrimas en el santuario del Profeta, ordenó a los chiitas y sus familiares que realizaran una ceremonia de duelo debido a su viaje. Según Nayi y Baghestani, Ali ibn Musa al-Rida predijo el morir en el exilio y ser enterrado junto a Harún y no volver a su familia nunca. Ali ibn Musa no llevó consigo a ningún pariente, ni siquiera a su niño al-Yawad.
Se ha narrado que Ali ibn Musa viajó a La Meca en el mismo año, acompañado por su hijo Muhammad, de cinco años. Su viaje a Merv comenzó a principios del 201 DH, coincidiendo al final del verano del 816 DC. Según la mayoría de las fuentes, la ruta era desde Basora, Ahwaz y Fars; Porque Bagdad y Kufa estaban entonces en manos de los insurgentes; Por lo tanto, se rechaza la narración de Ya'qubi de que Raya viajó a Bagdad y Nahavand. Pero sin duda Ali ibn Musa no cruzó la ruta de Qom y pasó por Neyshabur, donde fue recibido por varios narradores sunitas destacados, como Ibn Rahwayh, Yahya ibn Yahya, Muhammad ibn Rafi', y Ahmad ibn Harb, para reunirse con él, y se quedó en la ciudad por un poco tiempo.
La narración más famosa sobre el camino de Ali ibn Musa desde medina a Merv es: "Medina, Nuqrah, Qaryatain, Hawsayah, Nibay, Hafr Abu Musa, Basora, Ahwaz, Behbahan, Estajr, Abarqu, Deh Shir (Farashah), Yazd, Jaranogh, Robat Poshtebam, Neyshabur, Deh Sorj, Tus, Sarajs, Merv ". Según Balaghi, En la historia de Nain, la ruta del viaje, fue "Medina, Basora, Aryan, Fars, Isfahan, Neyshabur, Deh Sorj, Sanabad, Sarajs y Merv".

#### Aceptación de ser sucesor del califa
Según un informe narrado por Saduq, el gran narrador chiita, Ma'mun inicialmente sugirió que renunciara al califato en favor de Ali ibn Musa. Ali ibn Musa, rechazando la propuesta de Ma'mun, le dijo: "Si el califato es tu derecho, entonces no debes dejar el derecho que Dios te ha dado; Pero si el califato no es el tuyo, no tienes permiso para darme lo que no te pertenece.”
Ma'mun luego le ofreció la oferta de ser su sucesor, pero Ali ibn Musa al-Rida se negó a aceptarla. Ali ibn Musa rechazó la oferta del puesto durante casi dos meses y finalmente la aceptó siempre que no realizase ninguna actividad oficial del gobierno. Fuentes posteriores de los Imamíes, enfatizan que Ali ibn Musa aceptó la oferta de Ma'mun después de que había recibido amenazas del asesinato. Según Sheij Saduq, Ma'mun le amenazó con el asesinato a Ali ibn Musa para aceptar el puesto.
Además de los chiitas, algunas fuentes sunitas, como Yanabi 'al-Ma'wadah, también han señalado la compulsión contra Ali ibn Musa para aceptar ser sucesor del califa, informando: "Ali ibn Musa al-Rida lo aceptó con lágrimas y pena". Ali ibn Musa finalmente aceptó el puesto con cuatro condiciones:
1. No nombrar a nadie para un cargo público;
2. No despedir a nadie;
3. No viola ninguna costumbre y método;
4. Dar consulta a distancia.
Según Tabari, después de que Ma'mun aceptó las condiciones de Ali ibn Musa, finalmente lo nombró como su sucesor en el 2 de Ramadán del año 201 DH.
La primera persona que juró lealtad a Ali ibn Musa fue el hijo menor de Ma'mun, Abbas, que vestía una túnica verde. Después del nombramiento del sucesor del califa en el 7 de Ramadán, el califa preparó una carta oficial anunciando el nombramiento de Ali ibn Musa como sucesor del califa en las mezquitas de diferentes territorios islámicos.
Además, Ma'mun casó a su hermana Umm Habibah con Ali ibn Musa y su hija Umm Fadl con el hijo de Ali ibn Musa, Muhammad Taqi, y ordenó acuñar monedas con los nombres de Ma'mun y su sucesor, Ali ibn Musa. Debido al incidente, Ma'mun pagó el salario de un año del ejército. Ma'mun también ordenó mencionar el nombre del sucesor en todos los sermones, y cambiar el color oficial de los abasíes y las banderas de negro a verde.
Según Bayhom-Daou antes del nombramiento, el color verde no era conocido como un signo de los alauitas, pero gradualmente se hizo evidente que el color era un símbolo de reconciliación entre los abasíes y los alauitas, no una señal de rendirse de los abasíes ante los alauitas.
Ma'mun explicó en su documento oficial que considera a Ali ibn Musa al-Rida la mejor opción entre los descendientes de Abdullah ibn Abbas y Ali ibn Abi Talib, y espera que la elección de él pueda ayudar a restaurar la armonía y la unidad en la sociedad islámica. Ali ibn Musa al-Rida, en el texto de aceptación del puesto, expresó las mismas tendencias y le agradeció a Ma'mun por tratar de corregir el maltrato pasado a los alauitas y se comprometió a tratar a los abasíes con justicia si alcanza al califato.
La sorprendente decisión del califa provocó inmediatamente unos conflictos de los grupos oponentes, y la oposición se veía incluso en Jorasan, donde estaba bajo la influencia del ministro iraní, Fadl ibn Sahl. Los abasíes de Bagdad, que en general se oponían a Ma'mun, estaban enojados porque Ma'mun no solo había designado a Ali ibn Musa como su sucesor, sino que también había cambiado el color de la bandera abasí a verde. Su preocupación era que los alauitas y los iraníes tomaran el Imperio Islámico de los abasíes.
En Bagdad, la gente rompieron su lealtad a Ma'mun y designaron a su tío Ibrahim ibn Mahdi como califa en el 28 de Dhu al-hiyya en 201 DH. Al recibir la noticia de la destitución de Ma'mun a Merv, Ali ibn Musa al-Rida le ofreció a Ma'mun renunciar al puesto de sucesor, pero Ma'mun decidió irse a Bagdad y defender sus derechos.
La oposición de los abasíes al nombramiento llevó a Ma'mun a revelarles sus intenciones en un discurso, afirmando que los objetivos son monitorear a Ali ibn Musa y los alauitas, recibir el apoyo de los alauitas, disminuir la popularidad de Ali ibn Musa. Según Bernard Lewis, los chiitas, se sentían muy victoriosos, aunque un reconocimiento tan incompleto y limitado de sus reclamos nunca atrajo su opinión favorable.

#### El periodo de la sucesión
Según fuentes chiitas, como Uyun Ajbar al-Rida, después de la ceremonia del nombramiento de Ali ibn Musa y la llegada de Eid al-Fitr, Ma'mun le envió un mensaje a Ali ibn Musa al-Rida para realizar la oración de Eid al-Fitr. Al principio Ali ibn Musa lo rechazaba, pero finalmente lo aceptó. En el día de Eid, Ali ibn Musa salió de la casa con una apariencia espiritual y la gente, engrandecen a Dios, siguiéndolo y los soldados desmontaron de los caballos y lo acompañaron descalzos; Después de que Ma'mun se dio cuenta de esto, le envió un mensaje a Ali ibn Musa, prohibiéndole realizar la oración del Eid.
Según Hakim Neyshaburi, el narrador sunita, y Sheij Saduq, el narrador chiita, poco después de este incidente, surgió una sequía en Jorasan y un grupo la atribuyó al nombramiento de Ali ibn Musa al-Rida como sucesor del califa. Ali ibn Musa oró por la lluvia y finalmente llovió, lo que hizo a Ma'mun preocuparse por aumentar la popularidad de Ali ibn Musa y debilitar su posición.
Según Madleung, la relación entre Ma'mun y Ali ibn Musa en Merv era estrecha e íntima y Ali ibn Musa vivía en una casa cerca de la residencia del califa y se reunían diariamente. Ma'mun quería que Ali ibn Musa participara directamente en todas las decisiones y ceremonias oficiales; Pero Ali ibn Musa no interfería con los asuntos gubernamentales. Ma'mun nombró una serie de guardaespaldas personales y un amanuense para Ali ibn Musa. El califa dependía de él en sus juicios y fatuas, y organizaba debates entre él y los eruditos musulmanes, así como con los líderes de otras religiones.
La relación entre Ali ibn Musa y Fadl ibn Sahl nunca era amigable. Según los informes, la familia de Sahl pudo ocultar la gravedad de la situación en Irak por poco tiempo y persuadir a Ma'mun de que Ibrahim ibn Mahdi actúa como su gobernador y Ali ibn Musa era lo que, con toda honestidad, informó a Ma'mun de los problemas de Bagdad y le aconsejó presenciar allí para establecer la paz y la tranquilidad.

## El Imamato
Según los chiitas, El Imamato es la posición más importante después de la profecía en el Islam, y cada Imam recibe su posición por Dios, anunciándolo el Imam anterior. Con el surgimiento de diferencias en la sucesión de Yafar al-Sadiq, los chiitas prestaban más atención a la sucesión de Musa al-Kazim y trataban de identificar a su sucesor durante su vida.
Según Qarashi, el historiador chiita, Musa Kazim había predicho muchas acciones orales y escritas al respecto. Por ejemplo, le otorgó el derecho de dar limosna a Ali ibn Musa, lo reconoció como su testamentario y especificaba su Imamato y les aconsejaba a los chiitas seguirlo. También confirmó en dos cartas el Imamato de Ali ibn Musa después de su muerte.
En Medina, Basora y Bagdad, Musa Kazim destacó el Imamato de Ali ibn Musa al-Rida. En Medina reunió a diecisiete personas de alauitas y les pidió ser testigos para su Imamato y escribió una carta y recibió sesenta testigos. Incluso envió notas desde la prisión para confirmar el testamento.
Además de la aclaración de su Imamato por Musa Kazim, se han presentado otras razones para su Imamato, entre ellas: la especificación del Profeta del Islam a su Imamato en un hadiz narrado por Yabir bin Abdullah Ansari, la expansión de su conocimiento, su infalibilidad y los milagros realizados por él.
Ali ibn Musa al-Rida, después de la muerte de su padre, según su orden, el primero expresó su Imamato con sus amigos cercanos. Pero después de un tiempo, lo anunció públicamente y se presentó como el sucesor de su padre. Sin embargo, no pensaba en ganar el califato a través de la lucha armada.

## Desafío de la secta de Waqefiyyah
Uno de los principales desafíos de Ali ibn Musa al-Rida al comienzo de su período del Imamato era la formación de la secta de Waqefiyyah. Después de la muerte de Musa Kazim, algunos de sus abogados, especialmente Ali ibn Abi Hamzah Bataeni, Ziad ibn Marwan Ghandi y Uzman ibn Isa Rawasi, negaron su muerte y difundieron la secta de Waqefiyyah y mantuvieron las propiedades y bienes de los chiitas como Jums y no aceptaron el imamto de Ali ibn Musa. Ellos creían que Musa ibn Ya'far no había muerto y todavía estaba vivo y que él era Qa'im al-Muhammad (el Imam Mahdi) que había desaparecido.
Esto provocó una gran desacuerdo entre los grupos chiitas, especialmente en Kufa y Bagdad. Luego acusaron a Ali ibn Musa de desviarse de las enseñanzas de sus antepasados. Según Rasul Yafarian, el motivo del surgimiento de Waqefiyyah, además de las inclinaciones materiales y los deseos carnales y mundanos, era el desconocimiento del Imam Mahdi (el último Imam y el salvador de los últimos tiempos).
Con el surgimiento de la secta de Waqefiyyah, Yunus ibn Abd al-Rahman Qomi, uno de los seguigores de Musa al-Kazim, comenzó a hacer propaganda contra la secta de Waqefiyyah. Las restricciones impuestas contra los chiitas por los califas abasíes les dificultaron la comunicación con los imanes chiitas y en consecuencia, les dificultó el aprender las enseñanzas religiosas.
Según Qarashi, el historiador chiita, Ali ibn Musa viajó a Basora y Kufa para demostrar su Imamato, y en una gran reunión discutió con un grupo de sus oponentes sobre el tema del Imamato. A la reunión también asistieron líderes religiosos cristianos y judíos, y Ali ibn Musa debatió con ellos. Con el paso del tiempo, muchos seguidores de Waqefiyyah reconocieron el Imamato de Ali ibn Musa al-Rida y a principios del siglo III DH, la mayoría de los chiitas obedecieron a Ali ibn Musa al-Reza como un Imam.

## Los compañeros, los alumnos y los abogados
Con la llegada posible de los abasíes al poder, Yafar al-Sadiq buscaba medidas para reducir la presión del gobierno sobre la organización del Imamato y avanzar sus objetivos. Uno de los arreglos fue la creación de la red de abogados. La presión del gobierno aumentaba día a día con la llegada al poder de los abasíes; Hasta el punto de que Musa al-Kazim fue acusado de incitar a los alauitas a rebelarse contra el gobierno y entonces fue obligado a prestar juramento.
La organización de abogados tomó una forma más amplia y cohesiva en la época de Musa al-Kazim y se volvió más organizada en la época de Ali ibn Musa al-Rida. Ali ibn Musa logró expandir la organización política, social, cultural y económica de los chiitas a través de la organización. En consecuencia, los chiitas en Irak y en el centro y oeste de Irán (como las ciudades de Hamadan, Qom, Rey y Ahwaz) se convirtieron en comunidades cohesionadas e identificables.
Entre los abogados relacionados con Ali ibn Musa al-Rida, algunos tenían posición más alta y sus dichos eran más válidos, como: Muhammad ibn Rashid, Umar ibn Furat y Muhammad ibn Furat. Ali ibn Musa al-Rida siempre llamó a sus discípulos a tener paciencia frente a la opresión del gobierno y les impidió rebelarse contra ellos.
Según fuentes chiitas, los compañeros de Ali ibn Musa al-Rida eran 831 personas. Entre sus abogados son: Abd al-Rahman ibn Hayyay (abogado en Bagdad), Safwan ibn Yahya Bayali (en Medina) Yunos Ibn Ya'qub Bayali (en Medina), Ibrahim Ibn Sallam Neyshaburi, Abd al-Aziz Ibn Muhtadi (en Qom), Ali Ibn Mahziar Ahwazi, Abdullah Ibn Yundab, Fadl Ibn Sinan (Neyshabur), Abu Ali Ibn Rashid, Rayyan ibn al-Salt, y Yunos ibn Abd al-Rahman.

## Las actividades

### Actividades políticas
Según Ahmad Paktachi, Ali ibn Musa al-Rida, como los imames anteriores, no buscaba un levantamiento, ni buscaba legitimar el gobierno abbasí. Consideraba la taqiyya como una estrategia a largo plazo para los chiitas, mediante la cual se abstendrían del extremismo para evitar las difíciles condiciones y las presiones.
Sin embargo, en un momento en el que la comunidad chiita estaba en peligro de colapso y división, abandonó Taqiyya y se opuso abiertamente a las sectas como Waqefiyyah y Fatahiyyah. A diferencia de los imames anteriores, se presentó explícitamente como imám y defendió el derecho de gobernar por los imames chiitas y criticaba dura y explícitamente a sus califas abasíes contemporáneos.
Durante el tiempo de sucesión del califa, consideraba al gobernar como un derecho de Ahl al-Bayt, que Ma'mun lo devolvió a su dueño. Al mismo tiempo, tenía paciente frente a la opresión de los califas, y no buscaba la rebelión contra ellos. Ali ibn Musa, al afirmar la ilegitimidad de los gobernantes de la época, advierte a los chiitas que no se pongan en contacto con ellos ni cooperen con ellos; Sin embargo, aconsejó a sus chiitas que cooperaran con ellos con cautela si fuera necesario.

### Actividades científicas
Eruditos sunitas como Ibn Hayar Asqalani e Ibn Nyyjar han mencionado la posición científica especial de Ali ibn Musa al-Rida, quien a la edad de menos de veinte años subió al minbar en la mezquita del Profeta y pronunció fatuas.
Entre los imames chiitas, solo cuatro pudieron difundir libremente el Islam y Ali ibn Musa al-Rida fue el último de ellos. Según un informe de Yaqtani, Ali ibn Musa respondió quince mil preguntas para probar su posición científica entre algunos escépticos. En las reuniones científicas que celebró Ali ibn Musa, no solo estaban presentes los chiitas sino también los sunitas.
Factores como el desarrollo de las religiones islámicas, la expansión de las tierras islámicas, la traducción de obras griegas, egipcias e iraníes, así como los problemas internos y externos del gobierno abasí, llevaron a una revolución en el campo de los debates teológicos. Al-Ma'mun era reconocido como uno de los más grandes teólogos de su tiempo al crear un espacio abierto para debatir.
Con la presencia de Ali ibn Musa al-Rida en la corte del gobierno, Ma'mun, quien se interesó por diversos conocimiento; Organizó muchos debates entre Ali ibn Musa al-Rida y los líderes de diferentes religiones, que llegaron a Jorasan desde diferentes territorios.
Según algunas fuentes la principal intención de Ma'mun al organizar estos debates era derrotar a Ali en los debates y debilitar su posición entre la gente y los eruditos.
Los debates de Ali ibn Musa al-Rida se pueden dividir en dos secciones generales: los debates interreligiosos entre chiitas y sunitas con el foco en explicar la posición de los Imames después del Profeta del Islam y demostrar el Imamato de Ali ibn Abi Talib; Y los debates extrarreligiosos sobre temas como la prueba del monoteísmo, la calidad de la creación, la prueba de la profecía de Mahoma, la negación de la divinidad de Jesús y la negación de la Trinidad.
Ali ibn Musa tuvo algunos debates antes de su viaje Jorasan, pero sus debates más importantes, que se mencionan en detalle en las fuentes narrativas, son sus debates como después del viaje.
Entre los debates fueron: un debate con el líder judío, terminado con la aceptación del Islam, y otro debate con el líder cristiano, terminado con la negación de la Trinidad y la aceptación del monoteísmo.

#### Debates
Al-Ma'mun estaba muy interesado en trabajar en varias ciencias traducidos al árabe. Por lo tanto él arregló debates entre el Imam al-Rida y los eruditos musulmanes y los líderes de la religión sectas que vinieron en su presencia. Una de las discusiones fue en la Unidad Divina con Sulaiman al-Mervi; un estudioso de Jorasán, otra discusión con Ali Ibn Muhammad Ibn al-Yahm se dedicó a la impecabilidad de los Profetas, que llevó a otro debate sobre el mismo tema que Mamun tomó un gran papel en él mismo. Muchos de estos debates se registran en las colecciones de Hadices chiitas, como Uyuun Ajbar Al-Rida. El siguiente es un ejemplo de los debates que tuvo lugar entre el Imam y un incrédulo:
Preguntaron: “¿Cómo y dónde está Dios?”
Ali Al-Rida respondió: “Esta pregunta no está bien fundada, ya que Dios creó el lugar pero Él no tiene ni ocupa lugar. Y creó la figura pero Él carece de ésta. Pues no podemos conocer a Dios por medio de “cómo” y “dónde”. Y no podemos sentirlo ni asociar nada a Él”.
Preguntaron: “¿En qué tiempo fue creado Dios?”
Rida respondió: “Dime cuándo no existió, para poder decirte cuándo fue creado”.
Preguntaron: “¿Qué causa existe para comprobar que el Mundo no existía y después existió (fue creado)?”
Rida respondió: “No existías, entonces fuiste creado y tú mismo sabes que tú no te creaste y que tampoco te creó alguien que se te asemeja”.
Preguntaron: “¿Puede describirnos a Dios?”
Rida respondió: “Es un error y equivocación describir a Dios comparándolo, y lo que se diga respecto a Él es insignificante; yo describiré a Dios tal y como Él se describió y detalló, sin asociarlo en mi mente con figura o imagen alguna: “No se puede percibir a Dios con los sentidos de la gente”. “No puede ser comparado con la gente”. “Se le debe conocer sin asociarlo”. “A pesar de que Su jerarquía es suprema, está cerca de todo y todos”. “No puede ser asociado con nada de Su creación”. “No es injusto con nadie en Su juicio o dictamen”. “Se conoce por Sus signos y señales”.
Preguntaron: “¿Acaso puede la Tierra quedar sin guía o Imám?”
El Imám respondió: “Si la Tierra se quedase por un instante sin guía de Dios o imám, todo lo existente en ésta sería tragado por la tierra”.
Se preguntó: “¿Puedes explicarme respecto a la aparición del Imám del Tiempo?”
El Imám respondió: “¿Acaso no sabes que esperar la aparición es parte de la aparición?”
Dijo: “No, no lo sé, a menos que me instruyas.
Manifestó: “Así es, esperar la aparición es parte de ésta”.
Preguntaron: “¿Qué es la fe y que es el Islam?”
Al-Rida respondió: “Imám Al-Baqir dijo: La fe ocupa un lugar superior al Islam, y la abstinencia (del pecado) se encuentra en un lugar superior a la fe, y la certeza superior a la abstinencia. Y no existe nada que se haya distribuido entre la gente que sea más escaso que la “certeza”.
Preguntaron: “¿Que significa la certeza?”
Rida respondió: “Tener esperanza en Dios, y entregarse a Sus deseos, estar de acuerdo con lo que Él decretó y destinó, dejar todo en Sus manos y pedirle que Él decida lo más adecuado para nosotros”.
Preguntaron: “¿Cuál es el orgullo que destruye la buena acción?”
Rida respondió: “El orgullo tiene diferentes niveles. Por ejemplo: aquel acto incorrecto que se muestra adecuado ante un siervo, y lo considera bueno, y se alegra al llevarlo a cabo, y supone que ha realizado una buena obra; y otro, el siervo que tiene fe en Dios entonces piensa que le ha hecho un favor a Él, mientras que Él es el único favorecedor”.
Preguntaron: “¿Acaso el Profeta Abraham cuando dijo “es para tranquilizar a mi corazón”, tenía alguna duda dentro de sí?
Rida respondió: “¡No! Abraham tenía certeza, lo que pretendía era que Dios incrementara ésta”.
Preguntaron: “¿Por qué la gente se alejó de Ali Ibn Abi Talib y se añadió a otros, a pesar de que para ésta eran evidentes sus virtudes y la jerarquía que ocupaba él ante el Mensajero del Islam?”
Rida respondió: “Ya que Ali, el Amir de los Creyentes, había matado a muchos de los padres, hermanos, tíos y parientes de éstos en las contiendas que había sostenido por Dios y con Su Mensajero, y esto había ocasionado en ellos odio y enemistad hacia él, por ello no querían que Ali fuese su líder y guía, y éste sentimiento no lo experimentaban hacia otro excepto hacia Ali .Para el Profeta y la guerra santa en contra del enemigo, nadie poseía la jerarquía que Ali el Príncipe de los Creyentes Ali poseía, por ello la gente se alejó de él y se adhirió a otros”.

## Las características físicas y morales
Según el historiador chiita, Baqir Sharif Qarashi, hay desacuerdo en las características físicas de Ali ibn Musa al-Rida, incluido el color de su piel. Su apariencia era como su abuelo Mahoma (el Profeta del Islam). Los autores han informado que su estatura fue mediana.
Era amable y gentil con la gente y nunca calumniaba. Se destacó en el perdón y llamaba a la paciencia y la tolerancia. Era humilde, sincero y confiable.
Según Nayi y Baghestani, comía poco y lentamente. No levantaba la voz y después de las oraciones de la mañana, hablaba con la gente. Por respetar a los demás nunca estiraba las piernas y nunca se inclinaba. Era hospitalario y no pedía trabajar a los invitados. Siempre era limpio y perfumado.
Ibrahim ibn Abbas ha narrado: "Ali ibn Musa nunca interrumpió a nadie y no rechazaba la solicitud de nadie. No estiraba la pierna delante de nadie y no hablaba con dureza. Dormía poco por la noche y comía con sus sirvientes.”
Ayunaba mucho y tenía presente a Dios en todo momento. Solía adorar por la noche. Daba muchas limosnas y respondía rápidamente a las peticiones de la gente.

## La determinación de su sucesor
El otro tema importante en la vida de Ali ibn Musa fue la determinación de su sucesor. Después de la negación del Imamato de Ali ibn Musa por los waqefies y retraso en tener hijo, Ali ibn Musa al-Rida subrayó repetidamente la sucesión de su hijo, Muhammad al-Yawad. El principal problema en aceptar a Mohammad Taqi como sucesor de su padre era la corta edad. Aceptar a un imám que ha alcanzado el Imamato en infancia no tenía precedentes para los chiitas.
Ali ibn Musa hizo todo lo posible para fortalecer el imamto de su hijo. Se han narrado varios textos por Ali ibn Musa al respecto a través de narradores como Ali ibn Ya'far, Safwan ibn Yahya, Muammar ibn Khalid y Hussain ibn Yasar.
A pesar de estos arreglos, los chiitas enfrentaron un nuevo desafío: si la pubertad es una condición del Imamato y si un niño tiene legalmente las condiciones del Imamato y tiene los conocimientos necesarios para esta posición o no? Debido a este desafío, un grupo de los chiitas siguió a Abdullah ibn Musa; Pero al no responder a sus preguntas, se negaron a aceptar su Imamato.
Mientras tanto, después de la muerte de Ali ibn Musa, un grupo de los chiitas, citando la corta edad de su hijo Muhammad Taqi, creyeron en el Imamato de su hermano mayor, Ahmad ibn Musa y formaron una secta llamada Ahmadiyyah.
Finalmente, la mayoría de la comunidad chiita aceptó el Imamato de Muhammad Taqi; Pero con diferentes argumentos. Unos creían que Muhammad Taqi después de llegar a la pubertad y obtener las condiciones necesarias, obtendría el conocimiento a través de los libros de sus padres. Otro grupo creía que Dios da conocimiento al Imam, incluso si sea un niño, como Jesús y Yahya ibn Zakariyya (San Juan), quienes se convirtieron en profetas cuando eran niños, pero la segunda teoría fue más aceptada en la comunidad chiita.

## La Muerte

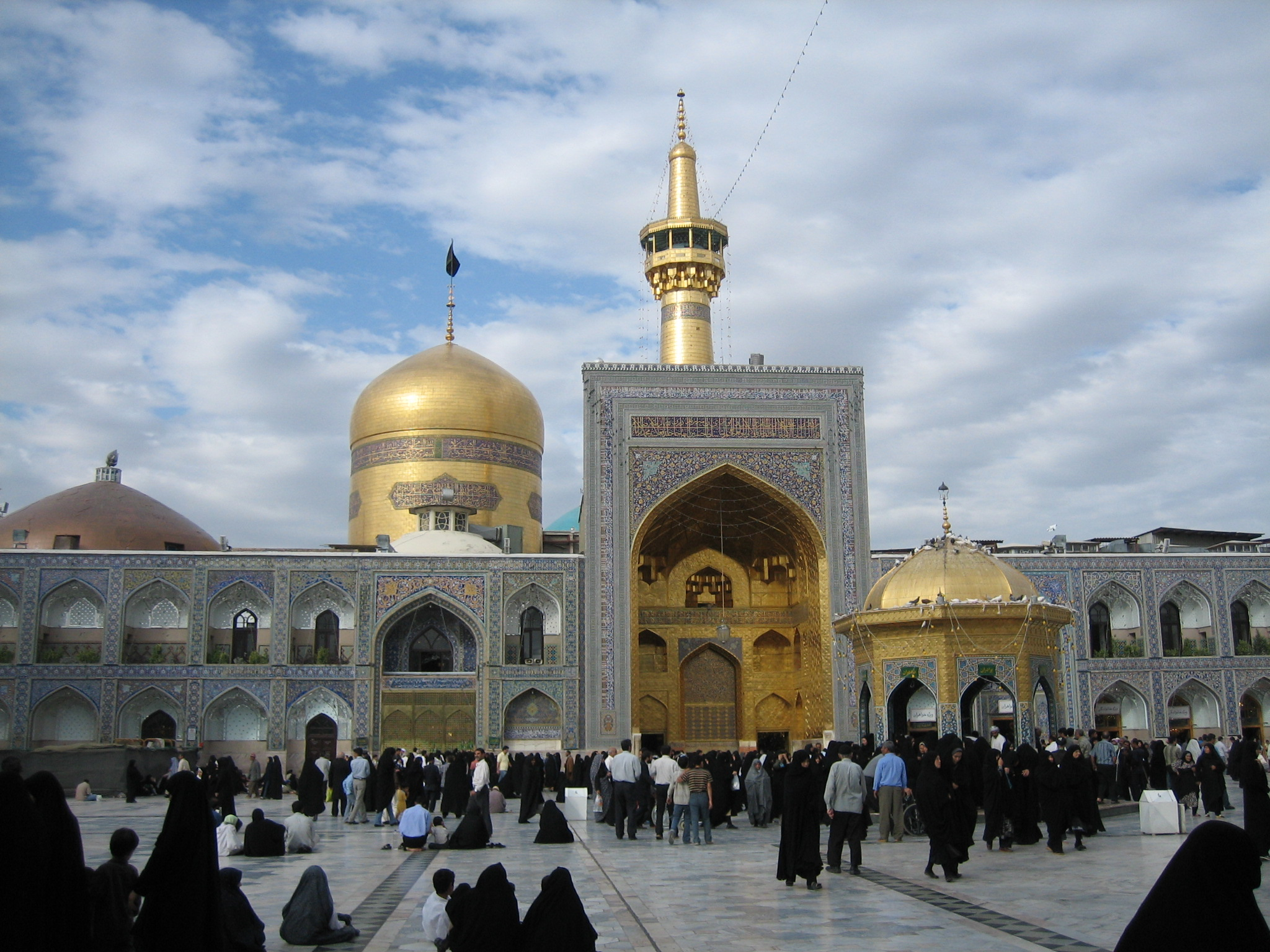
Autor: IA Fuente: Tomada en el santuario del Imam Ali Reda en Mashad, Irán, en agosto de 2005.

El 2 de Sha'ban del año 202 DH, seis meses después de la renuncia del ministerio del califa, Fadl ibn Sahl, cuando Ma'mun se dirigía a las regiones occidentales con su sucesor, Fadl fue asesinado en Sarajs por unos comandantes del ejército. Aunque Ma'mun ordenó la ejecución de los comandantes, afirmaron que el asesinato del ministro fue ordenada por el califa. Cuando la caravana de Ma'mun llegó a Tus, Ali ibn Musa al-Rida enfermó y murió unos días después. Según los informes más válidos, la muerte se ocurrió el último día del mes muharram en el año 203 DH.
El califa pidió a un grupo de los alauitas y la familia de Ali ibn Musa al-Rida, incluido su tío Muhammad ibn Ya'far, examinar el cuerpo de Ali ibn Musa y confirmar que había muerto de muerte natural, y ordenó enterrarlo junto a la tumba de su padre Harún en Sanabad cerca de Noghan. Ma'mun expresó mucha tristeza y según los informes, asistió al funeral sin turbante (un signo de luto) y lutó allí durante tres días. Sin embargo, muchas fuentes lo han acusado de estar involucrado en el envenenamiento de Ali ibn Musa al-Rida.
La repentina muerte del ministro y del sucesor del califa que hizo imposible reconciliación entre Ma'mun y abasíes oponentes de Bagdad, refuerza la posibilidad de que ambas muertes fueron ordenadas por califa. Por supuesto, esto no significa que sus lutos por Ali ibn Musa fueran falsos.
Según Tayyib al-Hibri, Ali ibn Musa fue asesinado en circunstancias sospechosas como resultado de un envenenamiento. La mayoría de las antiguas fuentes chiitas han atribuido la muerte de Ali ibn Musa al-Rida al envenenamiento por los agentes de Ma'mun.
Hay diferentes informes sobre la forma del envenenamiento de Ali ibn Musa al-Rida. Según Hisham Ma'ruf al-Hasani, Ma'mun le pidió a uno de sus esclavos, Abdullah ibn Bashir, frotar las manos con veneno, y hacer el jugo de granada para Ali ibn Musa. Según Sharif Qarashi, le envenenó un sirviente con semillas de uva y semillas de granada. Algunos eruditos sunitas también han atribuido su muerte al envenenamiento por Ma'mun.

## El funeral
Después de la muerte de Ali ibn Musa al-Rida, su cuerpo fue enterrado al lado de la tumba de Harún. Según Sheij Saduq, el narrador chiita, Ali ibn Musa al-Rida, al entrar en Sanabad y en la tumba de Harún, informó a Harzamah ibn A'yan que estará enterrado al lado de la cabeza de Harún.
Luego reveló la intención de Ma'mun de enterrar su cuerpo junto al pie de Harún y le aseguró a Harzamah que el suelo al lado de los pies de Harún y detrás de él no se dividiría debido a la dureza y Ma'mun tendrá que enterrarme al lado de la cabeza de Harún.
Según otra narración de Sheij Saduq, en Uyun Ajbar al-Rida, después de que fue envenenado, su hijo, Muhammad ibn Ali, que anteriormente había estado en Medina, llegó a Jorasan milagrosamente y realizó rituales mortuorios (gusl y sudario) antes de que Ma'mun los hiciera.
Durante un día, Ma'mun ocultó la muerte de Ali ibn Musa al-Rida a la gente y al día siguiente, después de que la gente se informó del tema y se reunió y protestó, Ma'mun le pidió a Muhammad ibn Ya'far, el tío de Ali ibn Musa, dispersar a la gente. Luego ordenó que lo enterraran por la noche.

## La tumba
Antes del entierro de Ali ibn Musa al-Rida en Sanabad, el nombre de esta zona era "Qubbah Haruní (La tumba de Harún)". Después del entierro, se aceleró el desarrollo de la zona y los samánidas comenzaron a construir edificios allí. Durante el período de Gaznavidas, se construyó un nuevo edificio y una cúpula sobre la tumba y las construcciones alcanzaron su punto máximo durante el gobierno de Safavidas.
El desarrollo de la tumba continuó en la época de Afsáridas, dorando los iwánes. Durante el imperio Kayar, se construyó un nuevo zarih sobre la tumba. Durante la dinastía Pahlavi, la mayor parte de los esfuerzos se centraron en la reconstrucción, reformación y renovación de diferentes partes del santuario. Después de la revolución iraní en 1978, se aplicaron varios proyectos en el desarrollo del santuario, y el mayor medida de desarrollo en la historia se trata de este período.